# Chain My Heart
Chain My Heart (englisch für „Leg mein Herz in Ketten“) ist ein Lied des deutschen DJs und Musikproduzenten Topic, in Kooperation mit der US-amerikanischen Popsängerin Bebe Rexha. Das Stück ist Teil des Soundtracks zu Einer wie keiner (im Original: He’s All That).

## Entstehung und Artwork
Geschrieben wurde das Lied von den beiden Interpreten Bebe Rexha und Topic, gemeinsam mit den Koautoren Petter Tarland und Alexander Tidebrink (A7S). Topic zeichnete darüber hinaus für die Abmischung, Produktion und Programmierung zuständig. Bei der Produktion beziehungsweise der Tonproduktion erhielt er Unterstützung durch A7S. Das Mastering erfolgte im Berliner TrueBusyness Mastering Studio, unter der Leitung von Sascha Bühren.
Auf dem Frontcover der Single ist – neben Künstlernamen und Liedtitel – ein in Ketten gelegtes Herz zu sehen. Das Artwork tätigte Matthias Löwenstein von Season Zero.

## Veröffentlichung und Promotion
Die Erstveröffentlichung von Chain My Heart erfolgte als Single am 11. Juni 2021. Die Single erschien als Einzeltrack zum Download und Streaming durch Virgin Records. Der Vertrieb erfolgte durch Universal Music Publishing, verlegt wurde das Lied durch BMG Rights Management, Kiss Me If You Can Music und Tobias Topic Edition. Am 27. August 2021 erschien Chain My Heart als Teil des Soundtrack zu Mark Waters Jugendfilm Einer wie keiner (He’s All That). Eine Woche später, dem 3. September 2021, erschien eine digitale Remix-EP mit vier Remixen sowie dem Original zu Chain My Heart. Die EP beinhaltet unter anderem Remixe namhafter DJs wie Frdy oder auch Dario Rodriguez.

## Hintergrundinformation
Topic selbst gab in einem Interview an, dass er und sein Produktionsteam während des Entstehungsprozesses relativ früh gemerkt hätten, dass das Lied eine „starke Frau“ erfordere, die mit ihrer Stimme eine gewisse „Edginess“ vermitteln könne. Bei manchen Melodien habe man sofort eine bestimmte Person im Kopf, die man für das Stück gewinnen möchte. Rexha sei für ihn und sein Team diejenige gewesen, die sofort in den Sinn gekommen sei. Stimmlich verfüge sie über genau die „Attitüde“, die das Lied benötige. Das könne man vor allem im „Pre-Chorus“ gut hören. Rexha beschrieb die Zusammenarbeit als „wahnsinnig spaßig“ und Topic als „sehr talentiert“.

## Inhalt
Der Liedtext zu Chain My Heart ist in englischer Sprache verfasst und bedeutet ins Deutsche übersetzt „Leg mein Herz in Ketten“. Die Musik und der Text wurden gemeinsam von A7S, Bebe Rexha, Petter Tarland und Topic geschrieben beziehungsweise komponiert. Musikalisch bewegt sich das Lied im Bereich der elektronischen Tanzmusik, im Stile des Slap House. Das Tempo beträgt 124 Schläge pro Minute. Die Tonart ist h-Moll. Inhaltlich geht es in Chain My Heart um die Sehnsucht nach einer Person, die man nicht mehr loslassen könne.
Aufgebaut ist das Lied auf einem Intro, zwei Strophen und einem Refrain. Das Lied beginnt mit dem Intro, das sich lediglich aus der sich wiederholenden Zeile „Boom boom da-da“ zusammensetzt. Auf das Intro folgt die erste Strophe, die aus sechs Zeilen besteht. An die erste Strophe schließt sich zunächst der sogenannte „Pre-Chorus“ an, ehe der eigentliche Hauptteil des Refrains einsetzt. Mit dem sogenannten „Post-Chorus“ endet der Refrain. Der gleiche Vorgang wiederholt sich mit der zweiten Strophe. Nach dem zweiten Refrain endet das Lied, in dem sich nochmals der Hauptteil des Refrains wiederholt. Der Gesang stammt ausschließlich von Rexha, Topic wirkt nur als Produzent und Studiomusiker mit.
| „And just like boom, boom, boom. Yeah, you chained my heart. Yeah, you chained my heart to your love. What you gon’ do, If it breaks apart? Yeah, you chained my heart to your love. And just like.“ – Refrain, Originalauszug | „Und es geht boom, boom, boom. Ja, du hast mein Herz angekettet. Ja, du hast mein Herz an deiner Liebe angekettet. Was wirst du tun, wenn es auseinander bricht? Ja, du hast mein Herz an deiner Liebe angekettet. Und es geht.“ – Refrain, Übersetzung |

## Musikvideo
Das Musikvideo zu Chain My Heart wurde in Los Angeles gedreht und feierte seine Premiere auf der Videoplattform YouTube am 13. Juli 2021. Es zeigt größtenteils Rexha, die in zwei verschiedenen Szenen, zusammen mit männlichen Tänzern, das Lied aufführt. Das Video ist in dunklen Farben gehalten und wurde in einer Art Lagerhalle gedreht. Im Video selbst werden Stahlketten als Stilmittel verwendet. Rexha trägt unter anderem ein Outfit mit Ketten, sie tanzt in einer Szene zwischen ihnen und im Hintergrund sind sie auch immer wieder zu sehen. Topic sieht man immer wieder in kurzen Szenen. Zu Beginn beobachtet er Rexha in einer Art Überwachungsraum, später ist er auf dem Weg zu ihr, gegen Ende des Videos sieht man beide zusammen in einer Szene nebeneinander stehend. Die Gesamtlänge des Videos beträgt 2:28 Minuten. Regie führte der US-amerikaner Jason Lester. Bis Juli 2024 zählte das Video über 9,7 Millionen Aufrufe bei YouTube.

## Mitwirkende
| Liedproduktion - Sascha Bühren: Mastering - Bebe Rexha: Gesang, Komponist, Liedtexter - Petter Tarland: Komponist, Liedtexter - Alexander Tidebrink: Komponist, Liedtexter, Tonproduktion - Tobias Topic: Abmischung, Komponist, Liedtexter, Musikproduzent, Programmierung, Tonproduktion Visualisierung - Laura Burhenn: Ausführender Produzent (Musikvideo) - Erikx DiSantis: Filmproduzent (Musikvideo) - Jason Lester: Regisseur (Musikvideo) - Matthias Löwenstein: Artwork (Cover) | Unternehmen - BMG Rights Management: Verlag - Kiss Me If You Can Music: Verlag - Our Secret Handshake: Filmproduzent (Musikvideo) - Season Zero: Artwork (Cover) - Tobias Topic Edition: Verlag - TrueBusyness Mastering: Tonstudio - Universal Music Publishing: Vertrieb - Virgin Records: Musiklabel |

## Rezeption

### Rezensionen
Jannik Pesenacker vom deutschsprachigen Online-Magazin Dance-Charts beschrieb Chain My Heart als „Star-Kollaboration für die Radios“. Topic liefere hiermit eine „innovative, futuristische Slap-House-Single“, die von Synth und einer starken Bassline lebe. Mit Rexha habe sich Topic „genau“ die richtige Sängerin für den Titel an die Seite geholt.
Leonie Bender von 1 Live beschrieb Chain My Heart als „tiefgründigen Party-Track“. Der „ansteckende Sound“ versprühe „Feelgood-Vibes“, die das Stück zu einer tanzbaren „Party-Hymne“ mache.

### Chartplatzierungen
Chain My Heart stieg am 18. Juni 2021 für eine Woche in die deutschen Singlecharts ein und erreichte dabei Rang 100. In den Vereinigten Staaten verfehlte das Lied den Sprung in die Billboard Hot 100, platzierte sich jedoch auf Rang 16 der Dance/Electronic Songs.
Für Rexha als Interpretin ist dies der 16. Charthit in Deutschland. Topic erreichte hiermit zum zehnten Mal die deutschen Singlecharts als Interpret. Als Autor erreichte er mit Chain My Heart zum 13. Mal die deutschen Charts, in seiner Produzententätigkeit ist es bereits sein 19. Charthit. A7S erreichte als Autor hiermit zum fünften Mal die deutschen Singlecharts. Für Tarland ist es der erste Charthit in Deutschland.
| ChartsChartplatzierungen             | Höchstplatzierung | Wochen |
| ------------------------------------ | ----------------- | ------ |
| Deutschland (GfK)                    | 100 (1 Wo.)       | 1      |
| Vereinigte Staaten (Billboard Dance) | 16 (17 Wo.)       | 17     |

### Auszeichnungen für Musikverkäufe
| Land/Region     | Auszeichnungen für Musikverkäufe (Land/Region, Auszeichnung, Verkäufe) | Verkäufe |
| --------------- | ---------------------------------------------------------------------- | -------- |
| Brasilien (PMB) | Gold                                                                   | 20.000   |
| Insgesamt       | 1× Gold ·                                                              | 20.000   |